# Municipio de Seward (condado de Winnebago)
El municipio de Seward (en inglés: Seward Township) es un municipio ubicado en el condado de Winnebago en el estado estadounidense de Illinois. En el año 2010 tenía una población de 917 habitantes y una densidad poblacional de 9,89 personas por km².

## Geografía
El municipio de Seward se encuentra ubicado en las coordenadas 42°14′23″N 89°19′45″O / 42.23972, -89.32917. Según la Oficina del Censo de los Estados Unidos, el municipio tiene una superficie total de 92.77 km², de la cual 92,75 km² corresponden a tierra firme y (0,01 %) 0,01 km² es agua.

## Demografía
Según el censo de 2010, había 917 personas residiendo en el municipio de Seward. La densidad de población era de 9,89 hab./km². De los 917 habitantes, el municipio de Seward estaba compuesto por el 98,26 % blancos, el 0,11 % eran afroamericanos, el 0,44 % eran asiáticos, el 0,22 % eran de otras razas y el 0,98 % eran de una mezcla de razas. Del total de la población el 1,64 % eran hispanos o latinos de cualquier raza.